# Convención de las Naciones Unidas contra la Delincuencia Organizada Transnacional

La Convención contra la Delincuencia Organizada Transnacional, más conocida como la Convención de Palermo, es un tratado multilateral patrocinado por Naciones Unidas en contra del crimen organizado transnacional, fue adoptado en 2000. Sus tres Protocolos (los Protocolos de Palermo) son:
- Protocolo de las Naciones Unidas para Prevenir, Reprimir y Sancionar la Trata de Personas, Especialmente Mujeres y Niños;
- Protocolo de las Naciones Unidas contra el Contrabando de Migrantes por Tierra, Mar y Aire.
- Protocolo de las Naciones Unidas contra la fabricación y el tráfico ilícito de armas de fuego.

Todos estos tres instrumentos contienen elementos de las actuales leyes internacionales sobre trata de personas y el tráfico ilegal de armas. La convención y el protocolo están bajo la jurisdicción de Oficina de Naciones Unidas contra la Droga y el Delito (ONUDD, o UNODC,por las siglas en inglés de United Nations Office on Drugs and Crime).

La convención entró en vigor el 29 de septiembre de 2003. Para 6 de octubre de 2008, la convención de Palermo contaba con 147 Estados miembros.